# Campeonato Europeo de Ciclismo en Pista de 2011

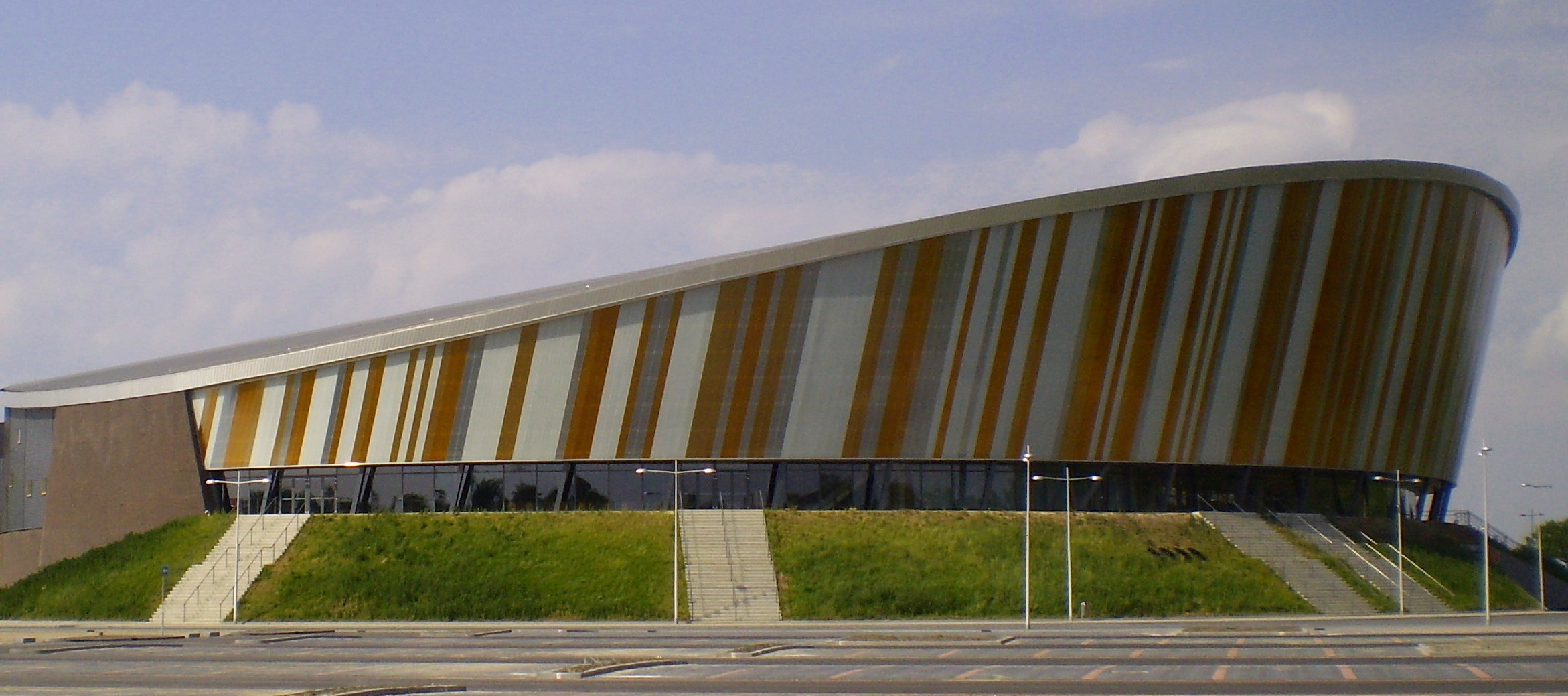
Velódromo Omnisport Apeldoorn

El II Campeonato Europeo de Ciclismo en Pista se celebró en Apeldoorn (Países Bajos) entre el 21 y el 23 de octubre de 2011 bajo la organización de la Unión Europea de Ciclismo (UEC) y la Real Federación Neerlandesa de Ciclismo.
Las competiciones se realizaron en el velódromo Omnisport Apeldoorn de la ciudad neerlandesa. Fueron disputadas 13 pruebas, 7 masculinas y 6 femeninas.

## Medallistas

### Masculino
| Evento                          | Oro                                                                           | Plata                                                                                  | Bronce                                                                                |
| ------------------------------- | ----------------------------------------------------------------------------- | -------------------------------------------------------------------------------------- | ------------------------------------------------------------------------------------- |
| Velocidad individual (22.10)    | Kévin Sireau Francia                                                          | Maximilian Levy · Alemania                                                             | Denis Dmitriyev · Rusia                                                               |
| Velocidad por equipos (21.10)   | Alemania · René Enders · Robert Förstemann · Stefan Nimke · 44,022            | Francia Mickaël Bourgain François Pervis Kévin Sireau 44,415                           | Polonia · Maciej Bielecki · Kamil Kuczyński · Damian Zieliński · 44,809               |
| Persecución por equipos (21.10) | Reino Unido Steven Burke Edward Clancy Peter Kennaugh Geraint Thomas 4:00,008 | Dinamarca Michael Mørkøv Casper von Folsach Lasse Norman Hansen Rasmus Quaade 4:06,787 | Rusia · Valeri Kaikov · Ivan Kovaliov · Yevgueni Kovaliov · Viktor Manakov · 4:04,508 |
| Carrera por puntos (21.10)      | Rafał Ratajczyk · Polonia · 43 pts.                                           | Silvan Dillier · Suiza · 39 pts.                                                       | Milan Kadlec · República Checa · 36 pts.                                              |
| Keirin (23.10)                  | Matthew Crampton Reino Unido                                                  | Jristos Volikakis · Grecia                                                             | François Pervis Francia                                                               |
| Madison (23.10)                 | Kenny De Ketele · Iljo Keisse · Bélgica · 19 pts.                             | Claudio Imhof · Cyrille Thièry · Suiza · 12 pts.                                       | Vivien Brisse Morgan Kneisky Francia 11 pts.                                          |
| Ómnium (23.10)                  | Edward Clancy Reino Unido 33 pts.                                             | Bryan Coquard Francia 33 pts.                                                          | Elia Viviani · Italia · 35 pts.                                                       |

### Femenino
| Evento                          | Oro                                                           | Plata                                                                      | Bronce                                                                  |
| ------------------------------- | ------------------------------------------------------------- | -------------------------------------------------------------------------- | ----------------------------------------------------------------------- |
| Velocidad individual (22.10)    | Liubov Shulika · Ucrania                                      | Olga Panarina · Bielorrusia                                                | Viktoriya Baranova · Rusia                                              |
| Velocidad por equipos (21.10)   | Reino Unido Victoria Pendleton Jessica Varnish 33,276         | Ucrania · Liubov Shulika · Olena Tsos · 33,786                             | Alemania · Kristina Vogel · Miriam Welte · 33,678                       |
| Persecución por equipos (21.10) | Reino Unido Danielle King Joanna Rowsell Laura Trott 3:22,618 | Alemania · Charlotte Becker · Lisa Brennauer · Madeleine Sandig · 3:29,596 | Bielorrusia · Alena Dylko · Axana Papko · Tatsiana Sharakova · 3:26,864 |
| Carrera por puntos (21.10)      | Yevgueniya Romaniuta · Rusia · 19 pts.                        | Katarzyna Pawłowska · Polonia · 14 pts.                                    | Jarmila Machačová · República Checa · 13 pts.                           |
| Keirin (23.10)                  | Victoria Pendleton Reino Unido                                | Clara Sanchez Francia                                                      | Sandie Clair Francia                                                    |
| Ómnium (23.10)                  | Laura Trott Reino Unido 25 pts.                               | Tatsiana Sharakova · Bielorrusia · 29 pts.                                 | Kirsten Wild · Países Bajos · 32 pts.                                   |

## Medallero
| Núm. | País            | Oro | Plata | Bronce | Total |
| ---- | --------------- | --- | ----- | ------ | ----- |
| 1    | Reino Unido     | 7   | 0     | 0      | 7     |
| 2    | Francia         | 1   | 3     | 3      | 7     |
| 3    | Alemania        | 1   | 2     | 1      | 4     |
| 4    | Polonia         | 1   | 1     | 1      | 3     |
| 5    | Ucrania         | 1   | 1     | 0      | 2     |
| 6    | Rusia           | 1   | 0     | 3      | 4     |
| 7    | Bélgica         | 1   | 0     | 0      | 1     |
| 8    | Bielorrusia     | 0   | 2     | 1      | 3     |
| 9    | Suiza           | 0   | 2     | 0      | 2     |
| 10   | Dinamarca       | 0   | 1     | 0      | 1     |
| 10   | Grecia          | 0   | 1     | 0      | 1     |
| 12   | República Checa | 0   | 0     | 2      | 2     |
| 13   | Italia          | 0   | 0     | 1      | 1     |
| 13   | Países Bajos    | 0   | 0     | 1      | 1     |
|      | TOTAL           | 13  | 13    | 13     | 39    |